# Tokushima Vortis
El Tokushima Vortis és un club de futbol japonès de la ciutat de Tokushima. El club nasqué l'any 1955 com Otsuka Pharmaceutical Co. Ltd. Soccer Club. El 1989 ascendí a la Japan Soccer League i més tard a la Japan Football League. El 1997 adoptà el nom Vortis Tokushima, però retornà al seu nom corporatiu de nou fins al 2004, en què definitivament s'anomenà Tokushima Vortis després de guanyar la JFL. Ha guanyat el Japan Football League en dues ocasions (2003 i 2004) i el Shikoku Soccer League el 1989.

## Enllaços externs

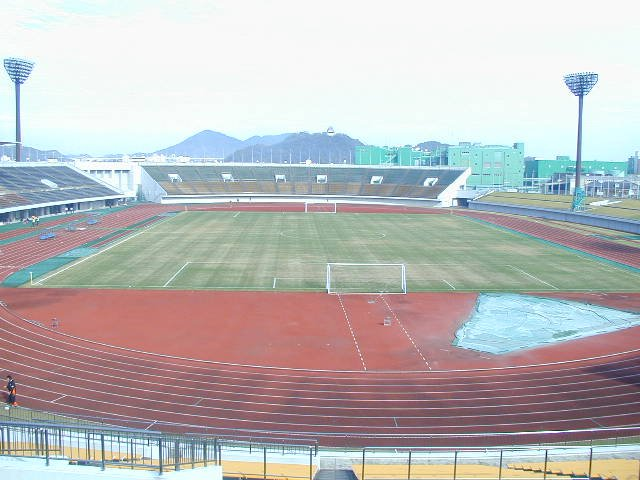
Naruto Athletic Studium